# Stanisław Janecki
Stanisław Janecki (ur. 7 listopada 1955) – polski dziennikarz, publicysta.

## Życiorys
W latach 1974–1979 studiował historię sztuki na Uniwersytecie im. Adama Mickiewicza w Poznaniu, napisał pracę magisterską pod tytułem „Matejko. Historia i styl”. Rozpoczął studia doktoranckie z zakresu Historii i Teorii Kultury, jednak nie istnieją informacje potwierdzające ich ukończenie
.
Ponadto podaje się za absolwenta fizyki i filozofii, choć również nie ma informacji potwierdzających te deklaracje. Otrzymał stypendium niemieckiego Instytutu Maxa Plancka, amerykańskiej Agencji Informacyjnej w Waszyngtonie oraz Rijksmuseum w Amsterdamie.
Przez 17 lat związany z tygodnikiem „Wprost”, gdzie był dziennikarzem śledczym, później zastępcą redaktora naczelnego. Od lutego 2007 do lutego 2010 pełnił funkcję redaktora naczelnego – zastąpił na tym stanowisku Piotra Gabryela. Od maja 2009 do zakończenia wydawania pełnił również funkcję redaktora naczelnego dwutygodnika „Wprost Light”.
Odszedł z „Wprost” 1 lutego 2010. Powodem odejścia było między innymi wykupienie większościowego pakietu udziałów w wydawnictwie tygodnika AWR „Wprost” przez Platformę Mediową Point Group S.A. Od kwietnia 2010 był felietonistą gazety „Fakt”.
Od 11 maja do 22 września 2010 pełnił obowiązki zastępcy dyrektora TVP1 ds. publicystyki. W czerwcu 2010 Komisja Etyki TVP S.A. stwierdziła, że Stanisław Janecki naruszył przepis „Zasad etyki dziennikarskiej w Telewizji Polskiej” i dyspozycje z innych dokumentów dotyczących postępowania dziennikarzy TVP S.A. w czasie kampanii wyborczej i w czasie wyborów.
W latach 2008–2011 był komentatorem w programie publicystycznym „Antysalon Ziemkiewicza”, nadawanym w TVP Info. Od 3 marca 2011 zastępca dyrektora TVP1 ds. publicystyki.
Od sierpnia 2012 redaktor naczelny portalu Obserwator.com. W lutym 2013 został współpracownikiem portalu internetowego wPolityce.pl i tygodnika „W Sieci” (aktualnie „Sieci”). Od kwietnia 2016 do 19 grudnia 2023 był jednym z prowadzących program „W tyle wizji”, który był emitowany w TVP Info.
W styczniu 2024 został jednym z gospodarzy programu publicystycznego „Polityka na deser”, nadawanego w telewizji wPolsce.pl. Jest prezesem firmy Wspólna Sprawa.
W 2017 magazyn „Press” opisał przypadki nierzetelności dziennikarskiej Janeckiego. Dotyczyły one m.in. sceny politycznej w Holandii czy powoływania się w materiale prasowym na fikcyjnego członka sztabu NATO w Brukseli Ronalda van der Werve. Krytyka obejmowała także stosowane przez Janeckiego metody zarządzania pracą redakcji oraz jego koneksje polityczne, mające wpływać negatywnie na jego wiarygodność jako dziennikarza.

## Nagrody
- Studenckie Nagrody Dziennikarskie MediaTory, laureat ProwokaTORa 2007[16]